# Трускиновская, Далия Мееровна
Да́лия Ме́еровна Трускино́вская (род. 13 июня 1951, Рига) — советская, затем латвийская писательница и журналистка, поэтесса, драматург.

## Биография
По словам писательницы, самое раннее воспоминание детства относится к трёхлетнему возрасту, когда отец посадил её на лошадь.
Рано научилась читать и писать.
В 1973 году окончила филологический факультет Латвийского университета имени Петра Стучки. Год преподавала в школе, затем стала работать как журналист в газете «Советская молодёжь». Журналистика стала её основной профессией.
В 1974 году начала публиковаться поэзия Далии Трускиновской. В 1981 году в журнале «Даугава» была опубликована историко-приключенческая повесть «Запах янтаря». В 1984 году вышел сборник детективных произведений с таким же названием. Как автор фантастики Трускиновская участвовала в семинарах ВТО МПФ, дебютировала в фантастике в 1983 году, опубликовав повесть «Бессмертный Дим».
В конце 1980-х годов была экранизирована повесть Далии «Обнажённая в шляпе». Иронические детективы Трускиновской вошли в несколько опубликованных авторских сборников под названиями «Обнажённая в шляпе» (1990), «Умри в полночь» (1995), «Демон справедливости» (1995), «Охота на обезьяну» (1996). Широко известной Трускиновскую сделала фэнтезийная повесть «Дверинда» (1990), послп публикации которой писательница стала работать преимущественно в области фантастики, отдавая предпочтение историческому фэнтези и городской сказке. У Трускиновской вышли авторские книги «Люс-А-Гард» (1995), «Королевская кровь» (1996), «Шайтан-звезда» (1998), «Аметистовый блин» (2000), «Жалобный маг» (2001), «Нереал» (2001), «Дайте место гневу божию» (2003) и др.
Опубликованная в 2006 году полная версия романа «Шайтан-звезда» вошла в шорт-лист премии «Большая книга».

## Список опубликованных произведений

### Романы
- Люс-А-Гард (1995)
- Королевская кровь (1996)
- Аметистовый блин (2000)
- Окаянная сила (2000)
- Нереал (2001)
- Дайте место гневу божию (2003)
- Несусветный эскадрон (2004)
- Как вы мне все надоели! (2004)
- Охотницы на мужчин (2005)
- Прекрасная Алёна, или Окаянная сила (2005)
- Заклятие колдуньи. Диармайд (2005)
- Шайтан-звезда (2006)
- Деревянная грамота (2007)
- Кровавый жемчуг (2007)
- Заколдованная душегрея (2007)

- «100 великих мастеров балета». Издательство: Вече, 2010 г., ISBN 978-5-9533-4373-2

#### Цикл «Архаровцы»
- Чумная экспедиция / Сыск во время чумы (2006) ISBN 5-367-00140-8
- Кот и крысы (2014)
- Подмётный манифест (2015)
- Блудное художество (2015)
- Свидетель с копытами (2018)

### Повести и рассказы
- Запах янтаря (1981)
- Бессмертный Дим (1985)
- Вечность для Джульетты (1985)
- Сентиментальная планета (1988)
- Дверинда (1990)
- Душа и дьявол (1990)
- Но я хочу быть с тобой (1991)
- Испытание (1991)
- Любовь (1991)
- Секунданты (1995)
- Монах и кошка (1995)
- Коза отпущения (1995)
- Коломбине дозволено всё (1995)
- Умри в полночь (1995)
- Обнажённая в шляпе (1995)
- Парабеллум по кличке Дружок (1995)
- Часовой (1995)
- Корзинка с бриллиантами (1995)
- Баллада об индюке и фазане (1995)
- Охота на обезьяну (1996)
- Сказка о каменном талисмане (1996)
- Мужик на выданье (1998)
- Сумочный (2000)
- Жертва страсти (2000)
- Маршрут Оккама (2001)
- По-нашему, по-купечески! (2001)
- Кошка в сапогах (2001)
- Новопреставленный, от жизни отставленный (2001)
- Пространство пассионарности (2001)
- Ксения (2001)
- Жалобный маг (2001)
- Рог Роланда (2002)
- Талисманка (2002)
- Нюхай звезды! (2002)
- Побег (2002)
- Венера и Вулкан (2002)
- Кладоискатели (2002)
- Женщина четвёртой категории (2003)
- Путь домового (2003)
- Сиамский ангел (2003)
- Аутсайдеры (2003)
- Гори, гори! (2003)
- Халява (2004)
- Челобитная (2004)
- Жонглёр и Мадонна (2004)
- Вихри враждебные (2004)
- Ползучее слово (2004)
- Ускоритель (2004)
- Перешейцы (2004)
- Предок (2004)
- Ворота (2004)
- Берег надежды (2005)
- Молчок (2005)
- Свинская история (2005)
- Пустоброд (2005)
- Перо Мнемозины (2005)
- У Пресноводья дуб зелёный (2005)
- Баллада о двух гастарбайтерах (в соавторстве с Леонидом Кудрявцевым (2006)
- Командирское огниво (2006)
- Пьяная планета (2006)
- Свист (2006)
- Надёжные соседи (2007)
- Натурщик (2007)
- Сочтёмся славой! (2007)
- Сусси (2007)
- Бедные рыцари (2007)
- Графиня Монте-Кристо (2008)
- Оружие «Х» (2008)

## Награды и премии
- Зиланткон, 2000 («Шайтан-звезда» и «Сказка о каменном талисмане»)
- Сигма-Ф, 2001 («Сумочный»)
- Сигма-Ф, 2002 («Кладоискатели»)
- Басткон, 2004 («Дайте место гневу божию»)
- Басткон, 2005, премия «Меч Бастиона»
- Звёздный мост, 2006 («Шайтан-звезда»)
- Большая книга, 2006, список финалистов («Шайтан-звезда»)
- Басткон, 2007 («Чумная экспедиция»)
- Басткон, 2007 («Шайтан-звезда»)
- Портал, 2007 («Шайтан-звезда»)
- Басткон, 2015, «Карамзинский крест» («Операция „Аврора“» совместно с Дмитрием Федотовым)